# خانه شنا
خانه شنا (به انگلیسی: Swimming Home) رمانی از نویسنده انگلیسی دبورا لوی است که در سال ۲۰۱۱ منتشر شد. این رمان کوتاه به تجربیات شاعر جو جاکوبز می‌پردازد، زمانی که تعطیلات خانوادگی وی توسط خواننده ای متعصب قطع می‌شود.
استقبال انتقادی از رمان معمولاً مطلوب بود. در تاریخ ۲۵ ژوئیه ۲۰۱۲ این کتاب در لیست طولانی جایزه ادبی من بوکرقرار گرفت و در ۱۱ سپتامبر همان سال در فهرست کوتاه نیز قرار گرفت. همچنین در لیست کوتاه جایزه Jewish Quarterly-Wingate Prize (2013) قرار گرفت.

## داستان
در تابستان سال ۱۹۹۴ شاعر جو جاکوبز (مهاجر لهستانی یوزف نووگرودزکی) به همراه همسرش ایزابل، دخترش نینا و دوستانشان، زوج میچل و لورا در یک خانه تابستانی در جنوب فرانسه در تعطیلات به سر می‌برد. وقتی کیتی فینچ، طرفدار جو شد، آرامش از بین می‌رود. جذابیت و علاقه جنسی او به جو کاملاً مشهود است، اما ایزابل او را به هر حال دعوت می‌کند. ایزابل خبرنگار خارجی است که کارش بارها او را از خانواده اش دور کرده و خیانت‌های مداوم جو را تحمل کرده‌است.